# Benno von Kaufmann

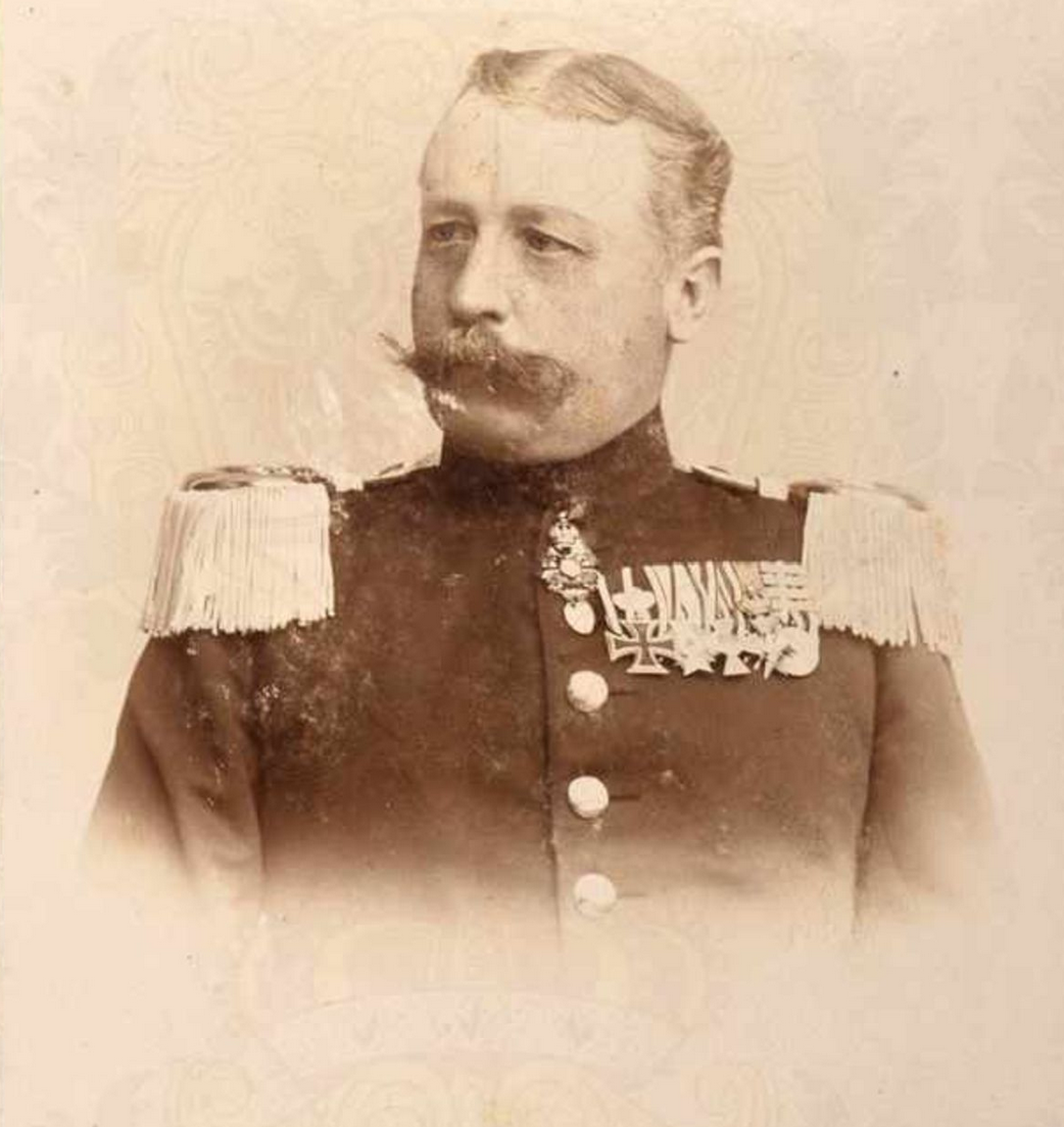
Benno von Kaufmann

Benno Ernst Georg von Kaufmann (* 28. Mai 1850 in Schönhagen; † 11. Februar 1934 in Dresden) war ein sächsischer Generalleutnant.

## Leben
Benno von Kaufmann wurde im Fürstentum Lippe geboren und begann seine militärische Laufbahn als Kadett in der Hannoverschen Armee. Nach der dem verlorenen Krieg und der Annexion des Königreich Hannover durch Preußen trat er 1867 in das Kadettenkorps der Sächsischen Armee ein und wurde 1868 als Fähnrich dem 2. Grenadier-Regiment Nr. 101 „König von Preußen“ überwiesen. 1869 wurde er zum Sekondeleutnant im Regiment befördert und machte mit seinem Verband den Krieg gegen Frankreich mit, wobei er für seine Verdienste in der Schlacht von Sedan mit dem Eisernen Kreuz II. Klasse ausgezeichnet wurde.
Kaufmann nahm an der Kaiserkrönung im Spiegelsaal von Versailles teil. Nach dem Friedensschluss wurde er nach Ankunft in der Straßburger Garnison dem 6. Infanterie-Regiment Nr. 105 „König Wilhelm II. von Württemberg“ überwiesen, wo er am 24. Februar 1872 zum Premierleutnant avancierte. Er verblieb die weiteren Jahre im Regiment und wurde 1880 zum Hauptmann und Kompaniechef befördert. Nach Gründung des 11. Infanterie-Regiment Nr. 139 in Döbeln, wurde er mit seiner Kompanie dem Regiment zugeteilt. Nach Beförderung zum Major kam er 1890 in das 6. Infanterie-Regiment Nr. 105 „König Wilhelm II. von Württemberg“ in Straßburg, wobei er noch im selben Jahre als Bataillonskommandeur in das 2. Grenadier-Regiment Nr. 101 „Kaiser Wilhelm, König von Preußen“ versetzt wurde. Nach Beförderung zum Oberstleutnant im Jahr 1894 wurde er in das Schützen-(Füsilier-)Regiment „Prinz Georg“ (Königlich Sächsisches) Nr. 108 versetzt.
Am 24. März 1897 erfolgte seine Beförderung zum Oberst unter gleichzeitiger Verwendung als Kommandeur im neuerrichteten 13. Infanterie-Regiment Nr. 178. 1899 wurde er als Kommandeur in das 8. Infanterie-Regiment „Prinz Johann Georg“ Nr. 107 versetzt, dessen Kommandeur er bis 1901 blieb. In diesem Jahr wurde er nämlich unter Beförderung zum Generalmajor am 18. April 1901 zum Kommandeur der 2. Infanterie-Brigade Nr. 46 ernannt und dann einige Jahre später zu den Offizieren von der Armee versetzt. In dieser Eigenschaft wurde er unter Genehmigung seines Abschiedsgesuches am 23. April 1904 als Generalleutnant zur Disposition gestellt und zog nach Dresden.
Nach Ausbruch des Ersten Weltkrieges ließ sich Generalleutnant Kaufmann reaktivieren und diente als Inspekteur der Landwehr-Inspektion-Dresden und der Inspektion der Infanterie-Schulen. An seiner Beerdigung in Tolkewitz nahmen zahlreiche ehemalige sächsische Offiziere teil.

## Familie
Benno von Kaufmann heiratete am 7. November 1895 Clara Margarete geb. Richter verw. Baring (* 1859), Witwe des königlich-sächsischen Premier-Leutnants im 2. Grenadier-Regiment Nr. 101 „Kaiser Wilhelm, König von Preußen“, Dunkan Baring (1853–1885) und Tochter des Dresdner Besitzers der Salomonis-Apotheke am Dresdner Neumarkt, Friedrich Carl Albin Richter (1827–1877). Ihre Tochter Elinor heiratete in erster Ehe den späteren Generalmajor Hans von Ziegesar. Sie hatten eine gemeinsame Tochter Christa. Elinor von Kaufmann heiratete danach den Oberst Bernhard von Foris.